# Piura
 Denne artikel omhandler byen Piura. Opslagsordet har også en anden betydning, se Piura (region).
Piura er en by i det nordvestlige Peru. Byen er hovedby i regionen Piura og provinsen Piura. Befolkningen ligger omkring 400.000.
Her grundlagde den spanske conquistador Francisco Pizarro den tredje spanske by i Sydamerika, San Miguel de Piura, år 1532. Pirua udråbte sin uafhængighed 4. januar 1821.    
- Wikimedia Commons har flere filer relateret til Piura

10°S 80°V / 10°S 80°V